# Frequenamia saranensis
Frequenamia saranensis är en insektsart som beskrevs av Henry Fairfield Osborn 1923. Frequenamia saranensis ingår i släktet Frequenamia och familjen dvärgstritar. Inga underarter finns listade i Catalogue of Life.